# Philippe-Ignace de Trazegnies
Philippe-Ignace (1685-1739), marquis de Trazegnies, dernier fils d'Octave-Joseph et de Marie-Anne de Wissocq. 

## 7emarquisde Trazegnies
Sa condition de cadet lui fit chercher fortune à l’étranger. Dans un premier temps, il fut lieutenant-colonel et chambellan de l'Electeur de Bavière, puis colonel d’un régiment de dragons au service impérial. 
En 1726, peu avant la mort de son cousin Pierre, il épousa en Autriche, Marie-Eléonore, baronne de Bode, fille de Juste Volrad, baron de Bode, conseiller aulique 362 de l’empereur, et de Cléophile d’Elvert de Roerond. Elle était veuve de Bernard de Martensegg, conseiller aulique  également. Lorsque le testament de son cousin l’institua héritier substitué, lorsque la mort de son frère le fit marquis de Trazegnies, Philippe-Ignace put, grâce à la riche dot de sa femme, triompher judiciairement et faire face à la faillite. Il mourut en 1739. Sa veuve vécut à Trazegnies où elle reçut souvent la duchesse de Saxe-Teschen, fille de Marie-Thérèse, avec qui elle s’était liée d’amitié. Les Bode, dont la fortune était récente et la noblesse fraîchement redorée, s’installèrent ensuite en Russie où ils acquirent des biens considérables et s’allièrent aux plus grands noms de l’aristocratie russe.

## Armes
bandé d'or et d'azur de six pièces, à l'ombre de lion de sable, brochant sur le tout, à la bordure engrêlée de gueules

## Devise
- « Tan que vive »[2]

## Généalogie
Il est le fils de Octave-Joseph et le frère de Procope-François.
Il est le père de Eugène-Gillion de Trazegnies d'Ittre et le grand-père de Gillion de Trazegnies d'Ittre.